# Rustam Qosimjonov
Rustam Qosimjonov (ook geschreven als Kasimdzhanov; Tasjkent, 5 december 1979) is een schaker uit Oezbekistan die in 2004 in Tripoli FIDE-wereldkampioen werd. Hij is grootmeester.

## Resultaten

Rustam Qosimjonov wereldkampioen (2004)

- In 1998 won hij samen met Dimitri Reinderman de B-groep van het Hoogoven-toernooi met 9 punten uit 11 partijen.
- In 1999 speelde hij in de A-groep van het Hoogoventoernooi en eindigde als 11-de met 5 uit 13.
- In 1999 eindigde hij in het Menno Ploegertoernooi in Krimpen aan den IJssel met 8 uit 9 na Heico Kerkmeester op de tweede plaats.
- In 2002 eindigde hij in het Hoogoventoernooi als 13-de met 4½ uit 13.
- Qosimjonov won in 2003 het Hogeschool Zeeland Schaaktoernooi in Vlissingen.
- In juli 2004 werd Qosimjonov wereldkampioen door de knock-out competitie als enige zonder kleerscheuren te doorstaan. In de finalematch versloeg hij Michael Adams.
- Qosimjonov won samen met Nisipeanu het eerste GM-toernooi in India dat in september 2004 verspeeld werd.
- Op het Schrijvers NK rapidschaak toernooi dat op 2 oktober 2004 in Hellevoetsluis verspeeld werd, eindigde Qosimjonov met 7,5 uit 9 op de eerste plaats.
- In 2005 werd Qosimjonov uitgenodigd voor het toernooi in Linares. Hij eindigde gedeeld laatste met 4 uit 12.
- In het 18e Ciudad de Leon dat van 9 t/m 13 juni 2005 in Spanje verspeeld werd, verloor Qosimjonov in de finale van Viswanathan Anand met 1,5 tegen 2,5.
- Van 27 september t/m 16 oktober 2005 werd in San Luis Argentinië het wereldkampioenschap schaken verspeeld dat met 10 uit 14 door Veselin Topalov gewonnen werd. Qosimjonov eindigde met 5,5 punten op de zesde plaats.
- In november 2005 speelde Qosimjonov in Bakoe een blitzschaaktoernooi tegen Shakhriyar Mamedyarov met als uitslag 4,5-5,5.
- Van 19 t/m 23 november 2005 werd in Bilbao het toernooi van de mens tegen schaakcomputers "Mens - Machines" verspeeld dat door de machines met 8-3,5 gewonnen werd. Qosimjonov behaalde 1,5 punt.

## Partijen van Rustam Qosimjonov
|   | R. Kasimdzjanov - Y. Tanaka (1996) |    |    |    |    |    |    |    |
| 8 | rd                                 |    |    |    |    | rd | kd |    |
| 7 | pd                                 | qd |    |    |    | pd | pd | pd |
| 6 |                                    |    | bl |    |    |    |    |    |
| 5 |                                    |    |    |    | bd |    |    |    |
| 4 |                                    |    |    |    |    |    | bd |    |
| 3 |                                    |    |    |    |    | nl |    |    |
| 2 | pl                                 | pl | pl |    |    | pl |    |    |
| 1 | rl                                 | nl | bl | ql |    | rl | kl |    |
|   | a                                  | b  | c  | d  | e  | f  | g  | h  |
|   | slotstelling na 15.Lc6             |    |    |    |    |    |    |    |

### Qosimjonov -Tanaka (1996)
Hier volgt een partij van Qosimjonov tegen Yuuki Tanaka om het jeugdkampioenschap van Azië in 1996. 
Opening: Loperspel (Eco-code C 23)
1.e4 e5 2.Lc4 c6 3.Pf3 d5 4.Lb3 Ld6 5.d4 Lg4 6.dxe5 Lxe5 7.exd5 Pf6 8.0-0 0-0 9.dxc6 Dc7 10.cxb7 Dxb7 11.h3 Lh5 12.g4 Pxg4 13.hxg4 Lxg4 14.Ld5 Pc6 15.Lxc6 (diagram) 1-0 

### Heissler-Qosimjonov (1999)
Een 'spektakelstuk' noemt Gert Ligterink de partij van Herr Heissler tegen Qosimjonov gespeeld in 1999 in de Duitse Bundesliga:
1.e4 g6 2.d4 Lg7 3.c3 d6 4.Pf3 Pf6 5.Pbd2 0-0 6.Ld3 c5 7.0-0 cd 8.cd Pc6 9.a3 Pe8 10.d5 Pe5 11.Le2 e6 12.de Le6 13.Pd4 Ld7 14.Pc4 Pc4 15.Lc4 Pf6 16.f3 d5 17.ed Te8 18.Kh1 Ph5 19.g4 Pf6 20.Dd3 Tc8 21.Ld2 h5 22.g5 Ph7 23.f4 (diagram) 23...Te4! 24.Lc3 Td4 25.Ld4 Lf5 26.Dc3 Pg5! 27.Lg7 (diagram) 27...Tc4 28.Dc4 Le4+ 29.De4 Pe4 30.Le5 Dd5 31.Kg1 Pg5 32.fg De5 33.Tf2 Dg5+ 34.Kh1 h4 35.Taf1 h3 36.Td1 De3 37.Tdf1 De4+ 38.Kg1 g5 39.Tc1 Kg7 40.Tc7 Dg4+ wit geeft op.

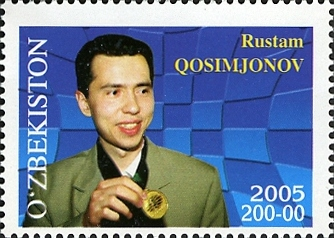
Oezbeekse postzegel